# New Kid on the Block
New Kid on the Block, llamado La chica nueva del barrio en España y La chica nueva en Hispanoamérica, es el octavo episodio de la cuarta temporada de la serie animada Los Simpson. Se estrenó originalmente el día 12 de noviembre de 1992. Después de conocer a Laura, su nueva vecina, Bart se enamora de ella, sólo para descubrir más tarde que la joven tiene un novio, Jimbo Jones, a quien Bart asusta haciendo una llamada de broma a la taberna de Moe e identificándose como Jimbo. Cuando Moe va a buscarlo con un cuchillo, Bart logra su cometido de asustar a Jimbo. Fue escrito por Conan O'Brien y dirigido por Wes Archer.

## Sinopsis
Todo comienza cuando los vecinos de los Simpson, los Winfield, deciden mudarse porque ya no soportaban el pésimo comportamiento de Homer, y Bart y Lisa exploran la casa abandonada, entrando por el sótano. Cuando todo parecía estar tranquilo, Bart asusta a Lisa y la hace irse, pero una chica lo sorprende por atrás, y Bart se golpea hasta quedar inconsciente. Cuando se despierta, la chica le dice que se llama Laura Powers, y que es su nueva vecina. Mientras tanto, Homer ve un comercial en televisión sobre "El Holandés Cocinante", un restaurante de tenedor libre en donde podría comer todos los mariscos que quisiera. El restaurante es del capitán McAllister, y Homer decide ir. 
Bart se enamora de Laura, ya que ella es rebelde, al igual que él. Mientras tanto, Homer y Marge visitan a Ruth Powers, la madre de Laura, en su nueva casa. Ruth les cuenta que está divorciada. Mientras esto sucede, Laura, luego de echar a dos niños molestos, pretende leer el futuro de Bart en su mano, diciéndole que sería rico. Luego, escupe en la mano del niño, diciéndole que esa es su piscina del futuro. Bart dice que jamás se volvería a lavar la mano. 
Homer no puede conseguir una niñera, así que Bart le sugiere que Laura podría cuidarlos mientras que él y Marge van a cenar. Bart, luego, se baña y se arregla, para impresionar a Laura. Cuando ella llega, comparten la cena y hasta bailan. 
Mientras tanto, Homer va al restaurante con Marge, pero ella es alérgica al pescado. Homer, haciendo caso del anuncio, come todo lo que puede. Cuando el restaurant está por cerrar, Homer se niega a irse, así que sus dueños lo sacan a la fuerza. Al día siguiente, Homer va a ver al abogado Lionel Hutz, ya que quiere demandar al restaurant de mariscos por mentir en su declaración de "todo lo que pueda comer". Cuando llegan a un juicio,  Homer y el dueño del restaurant llegan a un acuerdo: Homer es expuesto en la vidriera del restaurante, mostrándolo como un "tanque sin fondo", comiendo mariscos sin parar.
En la noche, cuando los niños están dormidos, Laura llama a Bart y le dice que se encontraría en la casa del árbol con él. Luego le revela que tiene un novio: Jimbo Jones. En ese momento, Jimbo pasa a buscarla y Laura le dice que dejase a Bart tranquilo, ya que sólo es un niño. En ese momento, él siente que se le rompe el corazón. 
Al día siguiente, Laura va a la casa Simpson para cuidar a los niños nuevamente, pero esta vez trae a Jimbo. Mientras ellos se besuquean en el sofá, Bart decide hacerle una venganza a Jimbo. Para eso hace su clásica llamada de broma a Moe, haciéndose pasar por Jimbo. Moe, entonces, va a la casa de los Simpson para matar a Jimbo, quien, al verlo con el cuchillo, rompe a llorar como un cobarde. Al ver que no era el rebelde que ella creía, Laura lo deja, y le dice a Bart que saldría con el si fuera mayor. Finalmente, Bart se siente un poco mejor, al hacer llamadas de broma con Laura, y riéndose juntos.

## Producción
Según el comentario de DVD para este episodio, la historia del restaurante "El Holandés Cocinante" fue añadida al programa después de haber planeado una historia diferente, la cual contaría con Don Rickles como estrella invitada. En su participación, Rickles presentaría un show de comedia y Homer se reiría excesivamente de sus bromas, hasta que Rickles lo ridiculizaría. Los dos terminarían peleándose y encontrándose en la corte. A pesar de que Conan O'Brien y otros miembros de la producción estaban seguros de que Rickles aceptaría participar en el episodio, éste no quiso formar parte ya que no quería personificar a un "sujeto malvado". Cuando fue a un evento de publicidad de la FOX en Nueva York con Rupert Murdoch, Matt Groening fue presentado por Murdoch a Rickles. Rickles comenzó a gritarle a Groening, acusándolo de haber enviado espías a su show en Las Vegas y de haber usado material del mismo para el episodio. El elenco había estado recibiendo grabaciones de Rickles de los 1950s para usarlas para modelar su estilo y facilitar su animación. Otra historia secundaria que hicieron los guionistas fue que Homer se convertiría en un exitoso barbero y peluquero, pero nunca la utilizaron.